# 戎子和
戎子和（1906年—1999年3月20日），原名伍勝，山西省平魯人。曾任中華人民共和國財政部代部長。

## 生平
- 1906年出生於山西省。
- 1936年加入中國共產黨，並參與抗日戰爭，任晋冀鲁豫边区政府副主席。
- 1948年起出任华北人民政府财政部部长。
- 1949年後，出任中央人民政府財政部副部長。
- 1952年至1953年，擔任中央人民政府财政部代部長。其後出任中央财政金融学院院长。
- “文化大革命”結束後，出任中华人民共和国财政部顧問，並於1978年至1988年均被選為全國政協常務委員。
- 1999年3月20日因病在北京逝世，享年93歲。黨和國家領導人均以不同形式向其家屬致以慰問[1]。